# أندرو هيوز (ممثل)
أندرو هيوز (بالتركية: Andrew Hughes)‏ هو ممثل تركي، ولد في 1908، وتوفي في 1996.

## وصلات خارجية
- أندرو هيوز على موقع IMDb (الإنجليزية)
- أندرو هيوز على موقع قاعدة بيانات الفيلم (الإنجليزية)